# Gulf-Air-Flug 771
Auf dem Gulf-Air-Flug 771 (Flugnummer: GF771) ereignete sich am 23. September 1983 ein schweres Bombenattentat, bei dem eine Boeing 737-2P6 der Gulf Air bei Mina Dschabal Ali in den Vereinigten Arabischen Emiraten infolge einer Bombenexplosion an Bord verunglückte. Bei dem Zwischenfall starben alle 112 Personen an Bord der Maschine.
Es handelt sich um einen der beiden schwersten Flugunfälle in den Vereinigten Arabischen Emiraten, der andere war der Sterling-Airways-Flug 296.

## Maschine
Bei dem verunglückten Flugzeug handelte es sich um eine Boeing 737-2P6, die zum Zeitpunkt des Unfalls 4 Jahre und 5 Monate alt war. Die Maschine wurde im Werk von Boeing in Renton, Washington montiert und absolvierte am 4. April 1978 ihren Erstflug, ehe sie zwei Wochen später neu an die Gulf Air ausgeliefert wurde. Das Flugzeug trug die Werksnummer 21734, es handelte sich um die 566. Boeing 737 aus laufender Produktion. Die Maschine wurde mit dem omanischen Luftfahrzeugkennzeichen A4O-BK zugelassen. Das zweistrahlige Schmalrumpfflugzeug war mit zwei Triebwerken des Typs Pratt & Whitney JT8D-15 ausgestattet.

## Passagiere und Besatzung
An Bord befanden sich 107 Passagiere, von denen die meisten pakistanische Staatsbürger waren, die in Abu Dhabi und Dubai arbeiteten und nach einem Aufenthalt in ihrer Heimat auf dem Weg zurück dorthin waren. Zudem befand sich eine fünfköpfige Besatzung an Bord. Die Cockpitbesatzung bestand aus dem omanischen Flugkapitän Saud Al Kindi, der erste Offizier Khazal Al Qadi stammte aus Bahrain. Zudem befanden sich drei Flugbegleiter an Bord, darunter die britische Stewardess Lyn Farthing.

## Flugverlauf und Unfallhergang
Die Maschine war auf dem Flughafen Karatschi in Pakistan gestartet. Der Flug verlief bis zum Eintreten in den Luftraum der Vereinigten Arabischen Emirate ohne besondere Vorkommnisse. Als die Maschine in den Luftraum des Emirats Dubai einflog, explodierte eine Bombe im Frachtabteil. Dadurch kam es zu einem Feuer an Bord. Die Piloten erklärten Luftnotlage und versuchten noch, die Maschine unter Kontrolle zu halten, was ihnen jedoch nicht gelang. Die Maschine schlug bei Dschabal Ali in der Wüste ein.

## Unfalluntersuchung
Die Luftaufsichtsbehörde der Vereinigten Arabischen Emirate wurde bei der Flugunfalluntersuchung vom National Transportation Safety Board unterstützt.
Bei der Auswertung des Cockpit Voice Recorders machte die Atmosphäre im Cockpit bis kurz vor dem Aufprall einen normalen Eindruck. Die Piloten führten entspannte Gespräche. Ein Pilot fragte den anderen, ob dieser am nächsten Tag Dienst habe, was dieser verneinte. Das Gespräch wurde plötzlich unterbrochen, anschließend war auf den Aufnahmen zu hören, wie die Piloten panisch versuchten, die Maschine unter Kontrolle zu halten. Während die Maschine sich im Sturzflug in Richtung Boden befand, betete der Kapitän.
Als Absturzursache wurde aufgrund mehrerer Faktoren eine Bombenexplosion vermutet:
- Ein Passagier hatte in Karatschi einen Koffer eingecheckt, war jedoch nicht an Bord der Maschine gegangen
- Die Verletzungen der Passagiere, die über dem Frachtabteil gesessen hatten, passten zu denen, die bei einer Bombenexplosion zu erwarten gewesen wären.
- Die plötzliche Unterbrechung auf einem ansonsten unauffälligen Flug
- Die Daten des Flugdatenspeichers wiesen auf eine Bombenexplosion hin.

In den Todesurkunden der Passagiere wurde Ersticken als Todesursache angegeben.

## Urheber
Es wurde vermutet, dass die Bombe durch die Abu-Nidal-Organisation platziert worden war, um die Regierung von Saudi-Arabien zur Zahlung von Schutzgeldern an die Organisation zu bewegen.